# Harald Tammer
Harald Tammer (9. ledna 1899 Tallinn – 6. června 1942 Suchobezvodnoje, Gorkovská oblast) byl estonský vzpěrač, atlet a sportovní novinář.
Absolvoval obchodní školu v Tallinnu a od roku 1915 závodil za místní klub Eesti Spordiselts Kalev. O rok později získal na atletickém mistrovství Ruského impéria stříbrnou medaili ve vrhu koulí a bronzovou v hodu kladivem. Vytvořil estonské národní rekordy v kouli (14,15 m) a disku (41,06 m). Jako dobrovolník bojoval v estonské osvobozenscké válce, po demobilizaci působil v Obranné lize.
Reprezentoval nezávislé Estonsko na Letních olympijských hrách 1920 v Antverpách, kde byl vlajkonošem výpravy a ve vrhu koulí obsadil šesté místo. Na mistrovství světa ve vzpírání, které se konalo v dubnu 1922 v Tallinnu, zvítězil v nejtěžší hmotnostní kategorii nad 82,5 kg. Na LOH 1924 získal vzpěračskou bronzovou medaili v těžké váze, kde dosáhl v pětiboji výkonu 497,5 kg (v nadhozu byl se 140 kg nejlepší). Na pařížské olympiádě Tammer startoval také v soutěži koulařů, kde obsadil dvanácté místo. Byl jediným sportovcem meziválečného Estonska, který startoval na olympiádě ve dvou sportech. Ve své kariéře vytvořil patnáct estonských vzpěračských rekordů.
Už jako aktivní sportovec začal psát do novin, postupně se vedle sportu zaměřil i na politická témata. Byl redaktorem novin Eesti Spordileht, Eesti Päevaleht a Revue Baltique, v letech 1934 až 1935 byl předsedou Svazu pobaltských novinářů. Vystudoval Institut d'études politiques de Paris a byl reportérem u Společnosti národů. Působil také jako trenér, rozhodčí, učitel tělocviku a autor sportovních publikací. Stal se funkcionářem Estonského olympijského výboru a byl ve vedení estonské výpravy na berlínské olympiádě. Vstoupil do Rotary International, obdržel Řád estonského červeného kříže a v roce 1937 byl zvolen poslancem Riigikogu. Podílel se na přípravě nové estonské ústavy a spolu s Antsem Piipem založil Výbor pro mezinárodní vztahy. Po anexi Estonska Sovětským svazem přišel o poslanecké křeslo, pracoval pak v redakci deníku Rahva Hääl. V únoru 1941 byl Tammer zatčen NKVD, obviněn z protisovětské špionáže a internován v táboře Unžlag, kde krátce nato zemřel.
Jeho dcera Lilian Tõnissonová (1921–2008) byla také novinářkou, dobu sovětské okupace strávila v exilu.